# Slottsskogen (Håbo)
Slottsskogen è un'area urbana della Svezia situata nel comune di Håbo, contea di Uppsala.
La popolazione risultante dal censimento 2010 era di 1 492 abitanti.